# Brana (szczyt)
Brana – szczyt w Alpach Kamnickich, w Słowenii. Na wschód od szczytu leży Planjava, a na zachód Turska Gora.